# 里奇伍茲鎮區 (密蘇里州華盛頓縣)
里奇伍茲鎮區（英語：Richwoods Township）是位於美國密蘇里州華盛頓縣的一個行政鎮區。

## 地方資料
里奇伍茲鎮區的面積為230.39平方千米，當中陸地面積為229.55平方千米，而水域面積為0.84平方千米。根據2020年美國人口普查的數據，當地共有人口1503人，而人口密度為每平方千米6.52人。